# Стиљано (Матера)
Стиљано (итал. Stigliano) је насеље у Италији у округу Матера, региону Базиликата.
Према процени из 2011. у насељу је живело 4520 становника. Насеље се налази на надморској висини од 872 м.

## Становништво
Према резултатима пописа становништва 2011. у општини је живело 4.685 становника.
| 1931. | 1936. | 1951. | 1961. | 1971. | 1981. | 1991. | 2001. | 2011. |
| ----- | ----- | ----- | ----- | ----- | ----- | ----- | ----- | ----- |
| 7.613 | 8.275 | 9.593 | 9.925 | 8.154 | 7.276 | 6.576 | 5.616 | 4.685 |

## Партнерски градови
- Жижан
- Кардано ал Кампо